# Beautiful Ohio
Beautiful Ohio é um filme estadunidense de 2006, dirigido por Chad Lowe e produzido pela Warner Bros.
O filme, baseado no conto "Batorsag and Szerelem" de Ethan Canin, é um drama/comédia sobre amadurecimento ambientado na década de 1970. O filme foi exibido no AFI Fest de 2006. Também foi exibido no Sarasota Film Festival de 2007, onde Trachtenberg ganhou o prêmio de Performance Revelação e Lowe ganhou o Red Star Award.

## Elenco
- Rita Wilson como Judith Messerman
- William Hurt como Simon Messerman
- Michelle Trachtenberg como Sandra
- Julianna Margulies como Sra. Cubano
- David Call .... Clive Messerman
- Brett Davern .... William Messerman
- Matt Servitto	.... Sr. Cubano
- Thomas McCarthy .... William Messerman (velho)
- Hale Appleman	.... Elliot
- Justin Matthews .... Marty
- Miles Chandler .... jovem William
- Nicolas Quilter .... Clive Messerman (velho)
- Ilo Orleans .... Jay Minton
- Kyle Fischbach
- Dmitry Pomirchy

1. ↑  «Sarasota Film Fest wraps it up with awards - News - Sarasota Herald-Tribune - Sarasota, FL». web.archive.org. 31 de agosto de 2021. Consultado em 19 de abril de 2024